# Louis d'Ongnies
Louis d'Ongnies, comte de Chaulnes, était surintendant des finances sous le Roi Charles IX de France de 1561 à 1567, conjointement avec Artus de Cossé-Brissac.

## Biographie
Il est le fils de Philippe d'Ongnies, seigneur de Chaulnes, Bruay, et d'Antoinette L'Huillier.
- Capitaine de 50 hommes d'armes
- Gouverneur de Corbie ;
- Conseiller du roi en ses conseils d'État et Privé
- Surintendant des finances sous Charles IX de France de 1561 à 1567 conjointement avec Artus de Cossé-Brissac.
- Il est fait comte de Chaulnes en décembre 1563. Vers 1555, il fait reconstruire le château de Chaulnes.

### Distinction
- chevalier de l'ordre du Roi (1561)[2]

### Mariage et descendance
Il épouse en 1543 Antoinette de Rasse, dame de Tilloloy, veuve en premières noces de Jean de Soyecourt, chevalier de l'ordre du Roi, fille de François de Rasse, seigneur de Tilloloy, La Hargerie, et d'Anne de Fouquesolles. Elle mourut en 1566. Elle lui donna : 
- François d'Ongnies +1567 ;
- Charles d'Ongnies, comte de Chaulnes, capitaine de 50 hommes d'armes, chevalier de l'ordre du Roi, chevalier de l'ordre du Saint Esprit[4], marié avec Anne Jouvenel des Ursins, veuve de Guillaume de Lannoy, seigneur de La Boissière[5], dont Louise d'Ongnies, mariée en 1594 avec Philibert Emmanuel d'Ailly, seigneur de Picquigny, vidame d'Amiens, chevalier de l'Ordre du Roi (parents de Claire Charlotte Eugénie d'Ailly) ;
- Antoinette d'Ongnies, mariée avec Jacques de Coucy, seigneur de Vervins, chevalier de l'ordre du Roi (1568)[6], dont postérité ;
- Louise d'Ongnies, mariée avec Robert de Chepoix, chevalier de l'ordre du Roi[7], puis avec Charles II de Cossé, duc de Brissac, maréchal de France ;
- Barbe d'Ongnies, mariée en 1559 avec Jean d'Happlaincourt, seigneur d'Happlaincourt, Béthencourt, Guillaucourt, chevalier de l'ordre du Roi[8]. Leur fille unique, Sarah d'Happlaincourt, épouse en 1578 Jean d'Estampes, seigneur de Valençay, chevalier de l'Ordre du Roi, chevalier de l'ordre du Saint-Esprit[9], à qui elle apporte Happlaincourt, dont postérité [10] ;
- Louise +1627.